# 東新川駅 (山口県)

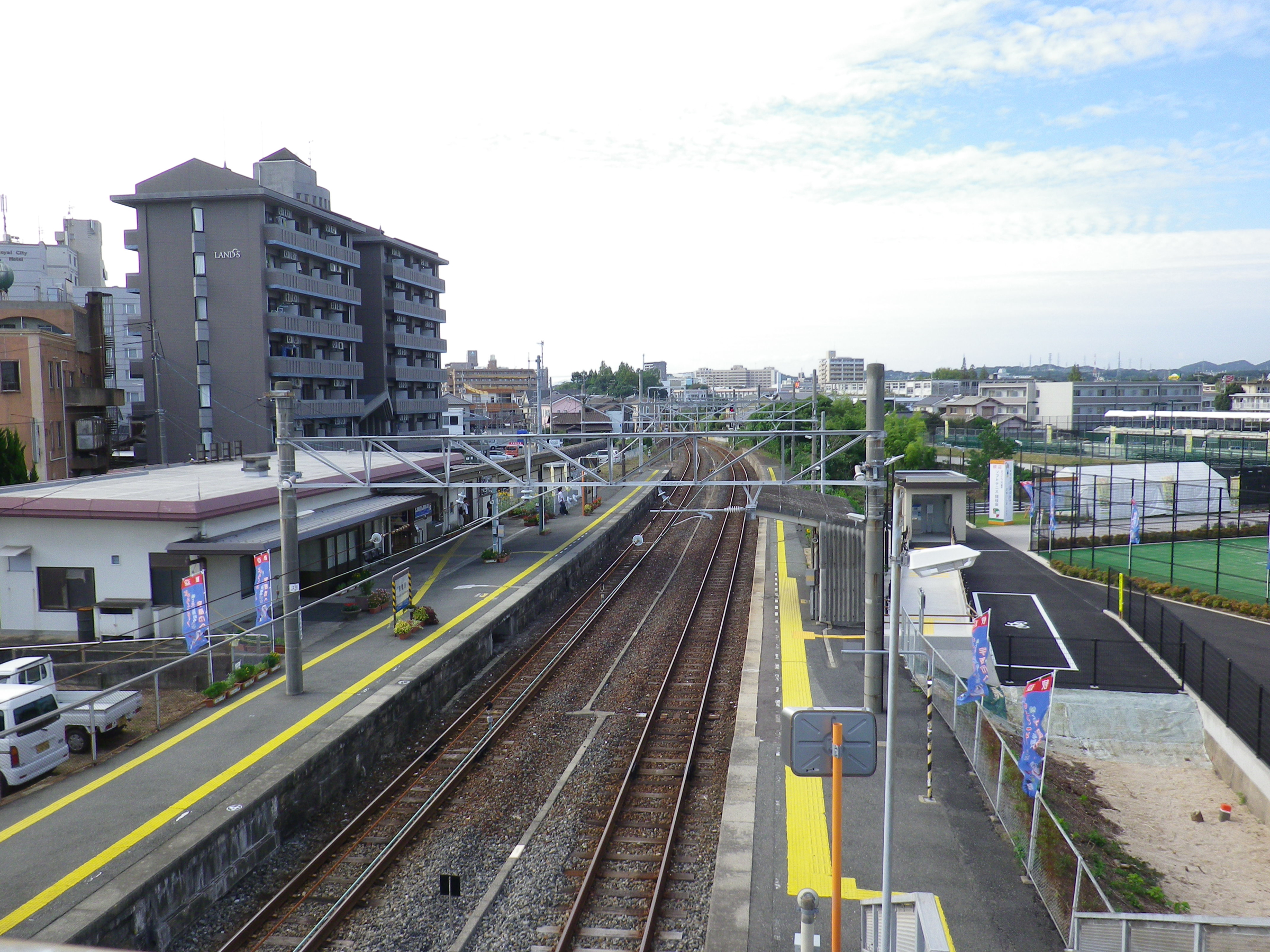
跨線橋から見る駅構内の様子
（2011年10月）

東新川駅（ひがししんかわえき）は、山口県宇部市東新川町にある、西日本旅客鉄道（JR西日本）宇部線の駅である。

## 歴史
- 1923年（大正12年）8月1日：宇部鉄道の床波駅 - 宇部新川駅間延伸により開業[2]。
- 1943年（昭和18年）5月1日：宇部鉄道国有化[2]。日本国有鉄道宇部東線[4]の駅となる。
- 1948年（昭和23年）2月1日：宇部東線が宇部線に改称され[4]、東新川駅もその所属となる。
- 1971年（昭和46年）10月1日：貨物取扱廃止[2]。
- 1979年（昭和54年）4月5日：駅舎改築[5]。
- 1984年（昭和59年）2月1日：荷物扱い廃止[2]。
- 1987年（昭和62年）4月1日：国鉄分割民営化により西日本旅客鉄道（JR西日本）に継承[2]。
- 2002年（平成14年）4月1日：ジェイアール西日本広島メンテック（現：JR西日本広島メンテック）による業務委託駅から簡易委託駅（※宇部市シルバー人材センターが平日限定で駅員を派遣）となる[6]。
- 2011年（平成23年）10月1日：東口（テニスコート口）を開設[3]。
- 2012年（平成24年）9月：簡易委託終了により無人化[1]。

## 駅構造
相対式ホーム2面2線の交換設備を有する地上駅。下りホームと上りホームとは、新山口寄りにある跨線橋で連絡している。
無人駅。駅舎は2カ所設置されている。東口（テニスコート口）駅舎は宇部市の管理業務委託施設である。両駅舎とも、自動券売機が設置されている。
東口（テニスコート口）は、隣接する中央公園が第66回国民体育大会（おいでませ!山口国体）のソフトテニス競技会場として指定されたため、同公園へのアクセス手段として設置が決定し、2011年（平成23年）10月1日に供用を開始した。東新川駅の改札口はこれまで西側にしかなく、駅の東側へは狭い歩道を通り踏切を渡る必要があり不便であったため、近隣住民から新たな改札口の設置要望がでていた。

### のりば
| ホーム | 路線    | 方向 | 行先                     |
| ------ | ------- | ---- | ------------------------ |
| 西口側 | ■宇部線 | 下り | 宇部新川・居能・宇部方面 |
| 東口側 | ■宇部線 | 上り | 床波・新山口方面         |

※案内上ののりば番号は設定されていない。

## 利用状況
1日の平均乗車人員は以下の通りである。
| 乗車人員推移 | 乗車人員推移 |
| 年度         | 1日平均人数  |
| ------------ | ------------ |
| 1999         | 585          |
| 2000         | 543          |
| 2001         | 505          |
| 2002         | 457          |
| 2003         | 448          |
| 2004         | 401          |
| 2005         | 383          |
| 2006         | 371          |
| 2007         | 344          |
| 2008         | 342          |
| 2009         | 361          |
| 2010         | 362          |
| 2011         | 375          |
| 2012         | 393          |
| 2013         | 401          |
| 2014         | 402          |
| 2015         | 427          |
| 2016         | 422          |
| 2017         | 427          |
| 2018         | 455          |
| 2019         | 459          |
| 2020         | 373          |
| 2021         | 376          |
| 2022         | 404          |

## 駅周辺
前述の通り宇部市の中心部に近いこともあって、駅周辺は市街化が進んでおり、ビジネスホテルや中規模マンション等が立地している。宇部市交通局常藤案内所が近隣に設置されている。

### 西口

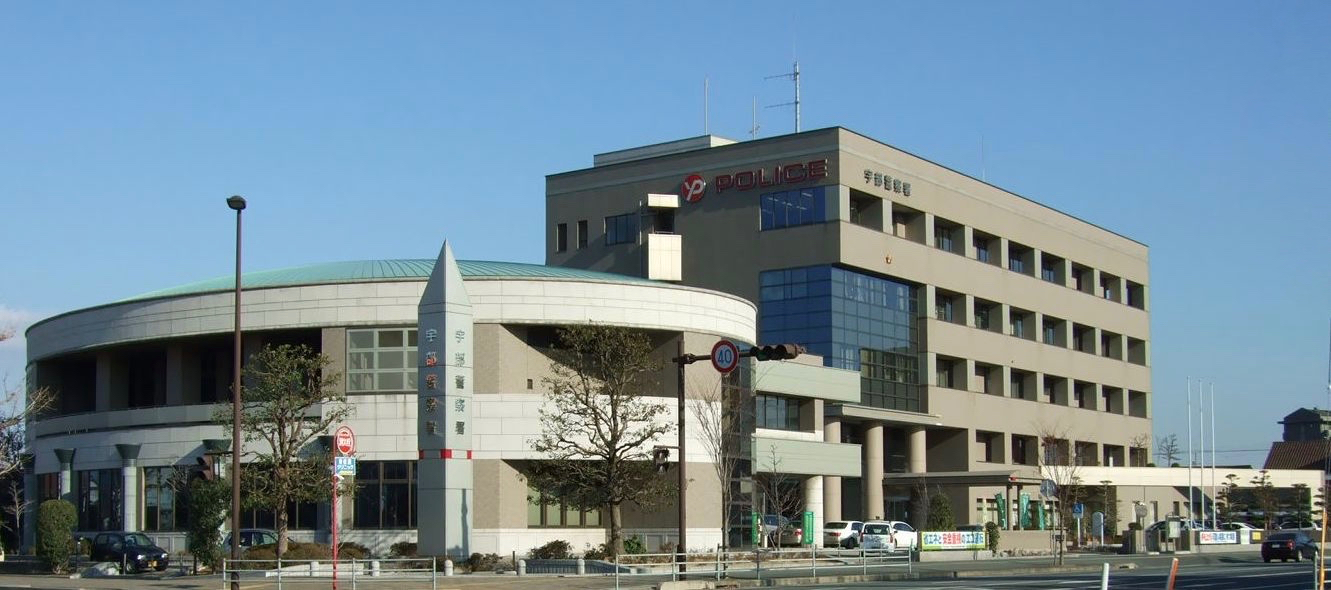
宇部警察署

行政機関・文化施設
- 宇部警察署
- 宇部市神原ふれあいセンター
- 宇部市勤労青少年会館

金融機関
- 山口銀行東新川支店
- 西中国信用金庫東新川支店
- 中国労働金庫宇部支店
- 朝銀西信用組合宇部支店

宿泊施設
- 博多旅館
- ビジネスホテル大森
- ロイヤルシティホテル

郵便局
- 宇部錦郵便局
- 宇部明治郵便局

教育機関
- 宇部市立見初小学校

### 東口

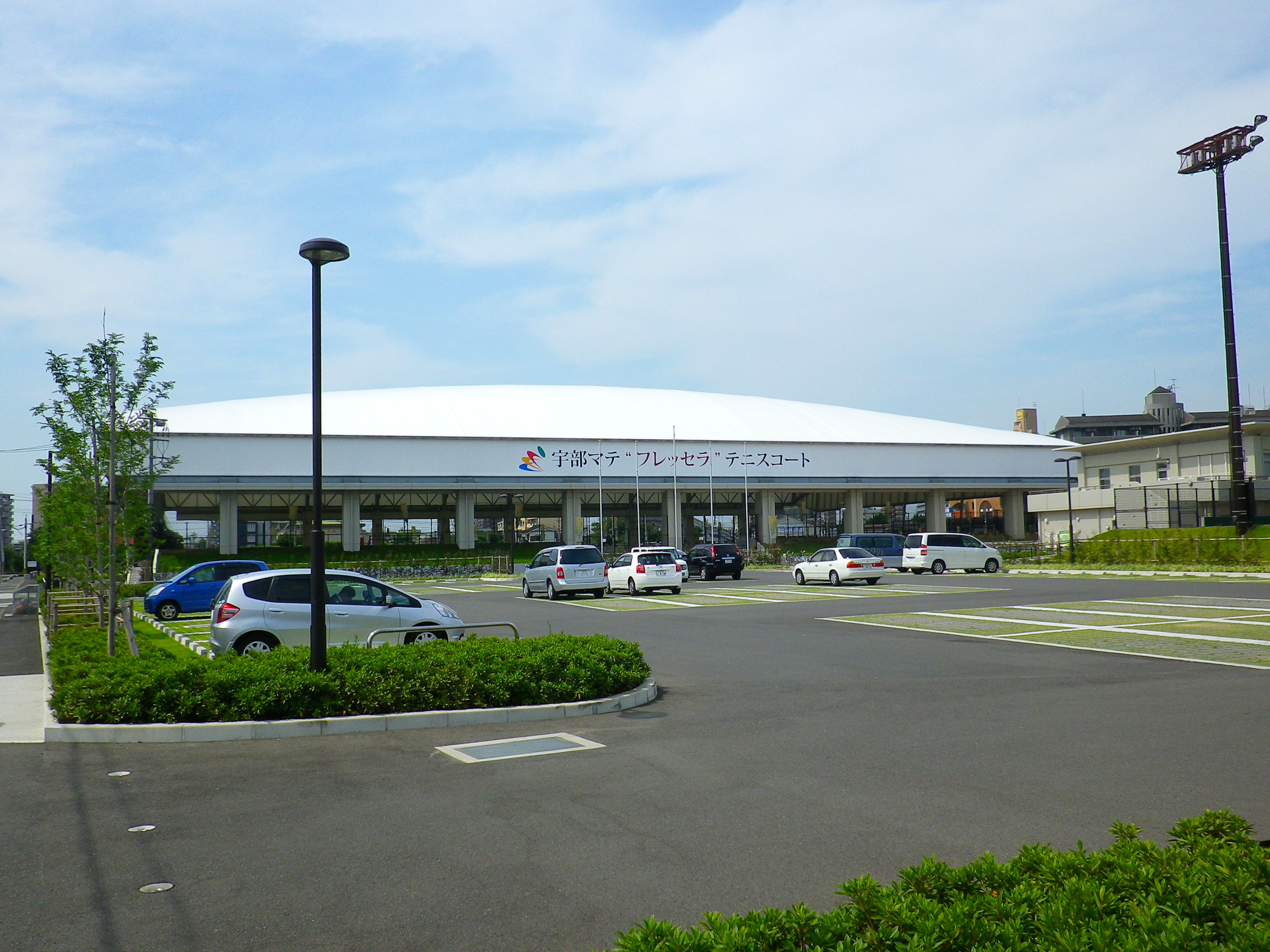
中央公園

行政機関・文化施設
- 中央公園（駅直結）
  - 宇部市弓道場
  - テニスコート
  - アーチェリー場
- サンライフ宇部

商業施設
- ユニクロ宇部清水川店
- エディオン宇部店
- コープやまぐち宇部店
- マックスバリュ恩田店
- ダイソー宇部恩田店
- 宮脇書店宇部店
- セントポールズパークヴェルジェ

教育機関
- 山口県立宇部中央高等学校
- 宇部市立神原中学校
- 宇部市立神原小学校

## 隣の駅
西日本旅客鉄道（JR西日本）
■宇部線
宇部岬駅 - 東新川駅 - 琴芝駅